# Булаж (Росія)
Була́ж (рос. Булаж, башк. Булаш) — присілок у складі Стерлібашевського району Башкортостану, Росія. Входить до складу Стерлібашевської сільської ради.
Населення — 62 особи (2010; 99 в 2002).
Національний склад:
- росіяни — 52%
- українці — 27%